# Yoro Ould Daha
Mahri Sidi Amar Ben Daha, dit Yoro Ould Daha, né autour de 1980 et mort le 9 février 2020 à Tamkoutat, près de Gao, est un chef de guerre malien.

## Biographie
Né autour de 1980, Yoro Ould Daha est un Arabe lehmar. Il est enfant lorsque débute la Rébellion touarègue de 1990, mais il reçoit sa première formation militaire lors de ce conflit. Par la suite, il affirme avoir pris part dans les années 1990 à des affrontements opposant les Arabes lehmar aux Kountas, puis aux miliciens de Ganda Koy.
Commerçant influent avant le début de la guerre du Mali, Yoro Ould Daha rejoint les rangs du MUJAO et devient un officier supérieur de la police islamique de Gao,,. Il intègre la katiba Oussama Ben Laden, dirigée par Ahmed al-Tilemsi. Il affirmera en 2014 n'avoir jamais combattu l'armée malienne.
Pour le journaliste Serge Daniel, Yoro est le chef de l'aile mafieuse du MUJAO, liée au trafic de drogue,. En 2014, Yoro Ould Daha déclare également à Jeune Afrique : « Je travaillais avec des narcotrafiquants rivaux, avant l’arrivée même du Mujao ».
Après l'opération Serval en 2013, Yoro Ould Daha s'enfuit en Algérie et sa maison à Gao est pillée par des habitants de la ville. Vers avril 2014, il rejoint les rangs du MAA loyaliste, dont il devient un des chefs militaires,. En juillet 2014, il dirige deux cents hommes dans la base militaire de Tarkint, dans la région de Gao. La zone est alors le théâtre de combats opposant la Plateforme des mouvements du 14 juin 2014 d'Alger, dont la branche loyaliste du MAA fait partie, aux rebelles du MNLA, du HCUA et d'une autre branche du MAA,. Yoro Ould Daha participe notamment à la bataille de Tabankort. Il devient le chef militaire de la Plateforme.
Yoro Ould Daha est arrêté par l'armée française dans la nuit du 28 au 29 juillet 2014, à Gao,,. Soupçonné d'être impliqué dans l'attentat du 14 juillet qui avait coûté la vie à un militaire français, il est interrogé pendant quatre ou cinq jours,,. Il est ensuite remis aux autorités maliennes à Bamako, mais il est relâché le 7 août,,.
En août 2014, interviewé peu de temps après sa libération par Jeune Afrique, Yoro Ould Daha affirme avoir rejoint les rangs du MUJAO en 2012 principalement pour s'opposer au MNLA : « Le Mujao nous protégeait des exactions de ce groupe. C’est deux ou trois mois plus tard que le mouvement a parlé de charia. Là, il n’y avait plus de MNLA, plus de Mali. Est-ce qu’on avait un autre choix ? À 80%, le Mujao est constitué de trafiquants, de commerçants, de gens qui cherchent de l’argent. On est des broussards ! ». Il accuse également l'armée française de prendre le parti du MNLA,. Il déclare cependant : « Nous sommes pour le Mali. Nous ne nous battrons pas contre la France. La France est notre dernière chance ».
Le 3 décembre 2015, Yoro Ould Daha est arrêté à Niamey par les autorités nigériennes, mais il est à nouveau rapidement relâché.
Le 9 juillet 2019, le Conseil de sécurité des Nations unies adopte des sanctions contre cinq personnalités maliennes, dont Yoro Ould Daha,,. Accusées de faire entrave à l'application de l'accord de paix d'Alger, elles sont interdites de voyage.
Le 9 février 2020, Yoro Ould Daha est assassiné avec son garde du corps par des hommes armés circulant à motos, dans un campement à Tamkoutat, entre Gao et Ansongo,.